# Plectrocnemia latiformis
Plectrocnemia latiformis is een fossiele soort schietmot uit de familie Polycentropodidae.